# Nomécourt
 Nomécourt  es una población y comuna francesa, en la región de Champaña-Ardenas, departamento de Alto Marne, en el distrito de Saint-Dizier y cantón de Joinville.

## Demografía
| 134 | 119 | 105 | 92 | 92 | 91 |
| Para los censos de 1962 a 1999 la población legal corresponde a la población sin duplicidades (Fuente: INSEE [Consultar]) |     |     |    |    |    |